# گوستیلیتسی

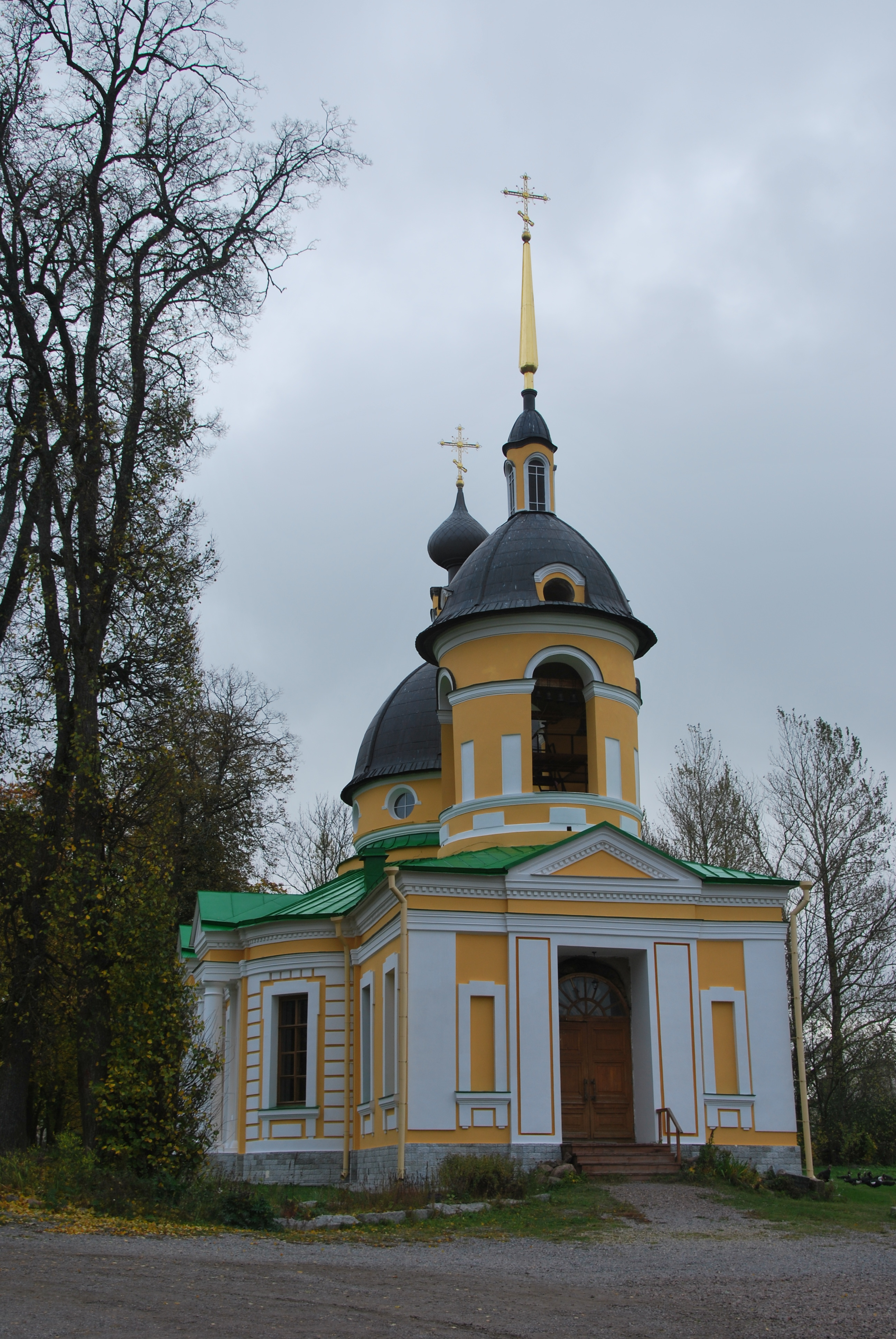
کلیسای تثلیث

گوستیلیتسی (روسی: Гости́лицы) یک روستا و مرکز اداری سکونتگاه روستایی گوستیلیتسکویه در ناحیه لومنوسوفسکی، استان لنینگراد، روسیه است که چند کیلومتر در غرب شهر پترگوف واقع شده است. گوستیلیتسی به دلیل داشتن یک املاک اشرافی قابل توجه است، که بخشی از سایت میراث جهانی مرکز تاریخی سن‌پترزبورگ و بناهای تاریخی آن است.